# Ångermanlands tingsrätt
Ångermanlands tingsrätt är en tingsrätt i Västernorrlands län med säte i Härnösand. Tingsrättens domkrets omfattar kommunerna Härnösand och Kramfors, Sollefteå och Örnsköldsvik. Tingsrätten med dess domkrets ingår i domkretsen för Hovrätten för Nedre Norrland. Tingsplats finns förutom i Härnösand även till 2009 i Tingshuset i Örnsköldsvik.
Tingsrätten fungerade också som inskrivningsmyndighet fram till 1 juni 2008 för alla fastigheter inom Gävleborgs län, Västernorrlands län och Jämtlands län.

## Administrativ historik
Ångermanlands tingsrätt och domsaga bildades 25 februari 2002 genom sammanslagning av Härnösands tingsrätt och domsaga, med Härnösands och Kramfors kommuner, Örnsköldsviks tingsrätt och domsaga, med Örnsköldsviks kommun, samt Sollefteå tingsrätt, med Sollefteå kommun.
Till 2026 kommer en ny lokal för tingsrätten stå klar, vilken då ersätter dagens som i sin tur ersatte det gamla tingshuset vid etableringen 2002.

## Lagmän
- 2002-2003: Lars-Göran Eriksson
- 2003-2009: Ylva Johansson
- 2009-2022: Lena Wahlgren
- 2022-: Magnus Wiklund